# Ivanîci, Kostopil
Ivanîci (în ucraineană Іваничі) este un sat în comuna Holovîn din raionul Kostopil, regiunea Rivne, Ucraina.

## Demografie
Componența lingvistică a localității Ivanîci
     Ucraineană (99,13%)
     Alte limbi (0,87%)
Conform recensământului din 2001, majoritatea populației localității Ivanîci era vorbitoare de ucraineană (99,13%), existând în minoritate și vorbitori de alte limbi.